# Лелии
Ле́лии (лат. Laelii) — древнеримский плебейский род, происходивший, вероятно, из латинского города Тибура (ныне Тиволи).
Благодаря хлопотам претора Лелия Корнелия Сципиона ок. 300 года до н. э. тибуртинцы (жители Тиволи) были оправданы по обвинению в измене; с тех пор Сципионы считались патронами города и, между прочим, фамилии Лелиев.
Другом старшего Сципиона был Гай Лелий (Caius Laelius, 235–160 годы до н. э.), в 210 году до н. э. командовавший флотом в Испании, в 204 г. победивший в Африке Сифакса, союзника карфагенян, в 202 году (до н. э.) участвовавший в битве при Заме, командуя конницей, которая здесь особенно отличилась. В 190 году до н. э. Гай Лелий был консулом. Принадлежал к числу первых поборников греческого просвещения, что особенно сближало его со Сципионами.
Его сын Гай Лелий Мудрый (Caius Laelius Sapiens, 188—125 годы до н. э.) был другом Сципиона Эмилиана, которого сопровождал в походе на Карфаген; в 140 году до н. э. был консулом и успешно воевал в Испании с Вириатом. Когда Тиберий Гракх выступил со своими законами, Лелий вместе с Сципионом Эмилианом противодействовал ему, обвиняя его в легкомыслии и горячности (temeritas et furor). Цицерон говорит об ораторском таланте Лелия и о его уважении к греческой культуре. Он считался автором нескольких поэтических произведений; некоторые видели его руку в комедиях Теренция.